# Fotozeitschrift
Eine Fotozeitschrift ist ein Medium, welches hauptsächlich über das Thema Fotografie berichtet. Fotozeitschriften sind in Papierform erhältlich, mittlerweile gibt es auch viele Webseiten in Magazinform, die mit einer Redaktion über Fotografie berichten.
Die Fotozeitschriften in Printform mit der größten Reichweite sind "Audio Video Foto Bild", "Chip Foto-Video" und das "Fotomagazin". Beliebte Fotomagazine im Internet sind zum Beispiel Kwerfeldein, Stilpirat, Experience90 und neunzehn72.
Der Inhalt von Fotozeitschriften besteht – unterschiedlich gewichtet – oft aus Tests von Kameras, Objektiven und Fotozubehör, Bildstrecken von bekannten Fotografen, teilweise auch von Lesern, Nachrichten aus der Bilderbranche, Tipps für bessere Fotos und theoretischen Artikeln zur Fotografie.